# Gabriel Harel
Gabriel Harel (* 1983 in Valence) ist ein französischer Animationsfilmer.

## Leben
Harel legte ein Baccalauréat professionelle ab, konnte jedoch aufgrund eingereichter Zeichnungen dennoch studieren: Er besuchte zunächst von 2002 bis 2006 die École supérieure d’art d’Épinal, wo er Illustration studierte, und schloss von 2007 bis 2009 ein Animationsdesignstudium an der Animationsfilmschule La Poudrière an. Sein Abschlussfilm wurde 2009 der Kurzanimationsfilm L’eau à la bouche.
Harels erster professioneller Kurzanimationsfilm Yul et le serpent erschien 2015. Der Film wurde in Schwarz-Weiß animiert, wobei einzelne Details in Farbe umgesetzt wurden. Yul et le serpent wurde unter anderem auf dem Festival d’Animation Annecy und dem Festival du Court-Métrage de Clermont-Ferrand gezeigt. Im Jahr 2016 gewann Yul et le serpent den Cartoon d’Or.
Drei Jahre später folgte der Kurzanimationsfilm La nuit des sacs plastiques. Wie bereits Yul et le serpent ist auch dieser Film ist in Schwarz-Weiß umgesetzt; nur die Plastiktüten sind im Film farbig animiert. Als Basis des Films dienten Realfilmaufnahmen, die animiert wurden. Der Film erlebte am 17. Mai 2018 im Rahmen der Quinzaine des réalisateurs der Internationalen Filmfestspiele von Cannes seine Premiere und lief in der Folge unter anderem auf dem Odense International Film Festival (OFF) und dem Festival du Court-Métrage de Clermont-Ferrand. Harel wurde 2018 in Cannes für La nuit des sacs plastiques für den Prix Illy nominiert. Im Jahr 2018 gewann der Film den Børge Ring Award des Odense International Film Festival. Harel gewann zudem 2020 den César in der Kategorie Bester animierter Kurzfilm.
Harel lebt und arbeitet in Valence.

## Filmografie
- 2009: L’eau à la bouche
- 2015: Yul et le serpent
- 2018: La nuit des sacs plastiques